# Maria Krahe
Maria Krahe (Porto Alegre, 10 de agosto de 1970) é uma velejadora brasileira. Ela competiu na prova 470 feminino nos Jogos Olímpicos de Verão de 2000, realizados em Sydney, na Austrália.